# American Astronautical Society
American Astronautical Society (AAS) é uma organização não governamental independente norte-americana, criada em 1954, que se constitui de um grupo técnico e científico dedicado a promover o avanço da ciência e da exploração espaciais.
A AAS apóia a política Vision for Space Exploration da NASA e é membro da Coalition for Space Exploration e da Space Exploration Alliance. A AAS também atua no fortalecimento o programa espacial global através de cooperações internacionais com várias organizações dessa área.